# Turniej o Złoty Kask 1982
Turniej o Złoty Kask 1982 – rozegrany w sezonie 1984 turniej żużlowy z cyklu rozgrywek o „Złoty Kask”. Rozegrano cztery turnieje ćwierćfinałowe, dwa półfinałowe oraz finał, w którym zwyciężył Jan Krzysztyniak.

## Finał
- Leszno, 17 października 1982
- Sędzia: Stanisław Pieńkowski

| Msc. | Zawodnik             | Klub           | Pkt  |               |  |
| ---- | -------------------- | -------------- | ---- | ------------- |  |
| 1    | Roman Jankowski      | Leszno         | 15   | (3,3,3,3,3)   |  |
| 2    | Wojciech Żabiałowicz | Toruń          | 13   | (3,3,2,2,3)   |  |
| 3    | Mirosław Berliński   | Gdańsk         | 10+3 | (2,2,1,2,3)   |  |
| 4    | Andrzej Huszcza      | Zielona Góra   | 10+2 | (w,1,3,3,3)   |  |
| 5    | Jan Ząbik            | Toruń          | 9    | (1,3,0,3,2)   |  |
| 6    | Marek Kępa           | Lublin         | 6    | (3,3,u,w,n,s) |  |
| 7    | Bogusław Nowak       | Gorzów Wlkp.   | 6    | (1,2,2,0,1)   |  |
| 8    | Ryszard Buśkiewicz   | Leszno         | 4    | (2,2,w)       |  |
| 9    | Paweł Waloszek       | Świętochłowice | 3    | (2,0,0,0,1)   |  |
| 10   | Piotr Pyszny         | Rybnik         | 3    | (1,d,1,1,n,s) |  |
| 11   | Henryk Olszak        | Zielona Góra   | 2    | (d,d,2)       |  |
| 12   | Robert Słaboń        | Wrocław        | 0    | (0,0,d)       |  |
| 13   | Eugeniusz Błaszak    | Gniezno        |      | (qns)         |  |
|      | Włodzimierz Heliński | Leszno         | 12   | (3,1,3,3,2)   |  |
|      | Leonard Raba         | Opole          | 8    | (2,2,1,2,1)   |  |
|      | Maciej Jaworek       | Zielona Góra   | 5    | (0,1,2,2,0)   |  |
|      | Czesław Piwosz       | Leszno         | 5    | (1,1,1,1,1)   |  |
|      | rez. Jerzy Rembas    | Gorzów Wlkp.   |      | (3,1,2,2)     |  |
|      | rez. Bernard Jąder   | Leszno         |      | (0,1,u)       |  |